# Hüseyin Erkmen
Hüseyin Erkmen (ur. 8 września 1915) – turecki zapaśnik walczący w stylu klasycznym. Olimpijczyk z Berlina 1936, gdzie zajął trzynaste miejsce w wadze koguciej.

## Letnie Igrzyska Olimpijskie 1936
| Konkurencja          | Rundy eliminacyjne      | Rundy eliminacyjne     | Klas. końcowa |
| Konkurencja          | Przeciwnik I            | Przeciwnik II          | Miejsce       |
| -------------------- | ----------------------- | ---------------------- | ------------- |
| 56 kg styl klasyczny | Väinö Perttunen (FIN) P | Ferdinand Hýža (CSK) P | 13.           |